# PMID

PubMed标志

PMID（PubMed的标识符／唯一标识符），用于为PubMed搜索引擎中收录的生命科学和医学等领域的文献编号。

## 规模
截至2010年，超过1千9百万有关生命科学和医学的文献、书籍等已被PMID标识，从编号PMID 1开始，每年约有1百万新条目被加入。

## 使用
PMID使用与国际标准书号（ISBN）和数字对象标识符（DOI）类似，可以在PubMed搜索引擎中直接使用，每一个PMID编号都对应着唯一一份文献，读者可以免费查阅文献的标题、作者、摘要等信息。

## 引用
1. ↑  . National Center for Biotechnology Information.   [2010-08-09]. （原始内容存档于2009-02-01） （英语）.
2. ↑  A. B. Makar, K. E. McMartin, M. Palese, T. R. Tephly. . Biochemical Medicine. 1975-06, 13 (2): 117–126  [2019-02-13]. ISSN 0006-2944. PMID 1. doi:10.1016/0006-2944(75)90147-7. （原始内容存档于2020-05-07） （英语）.